# Anna von Lieben

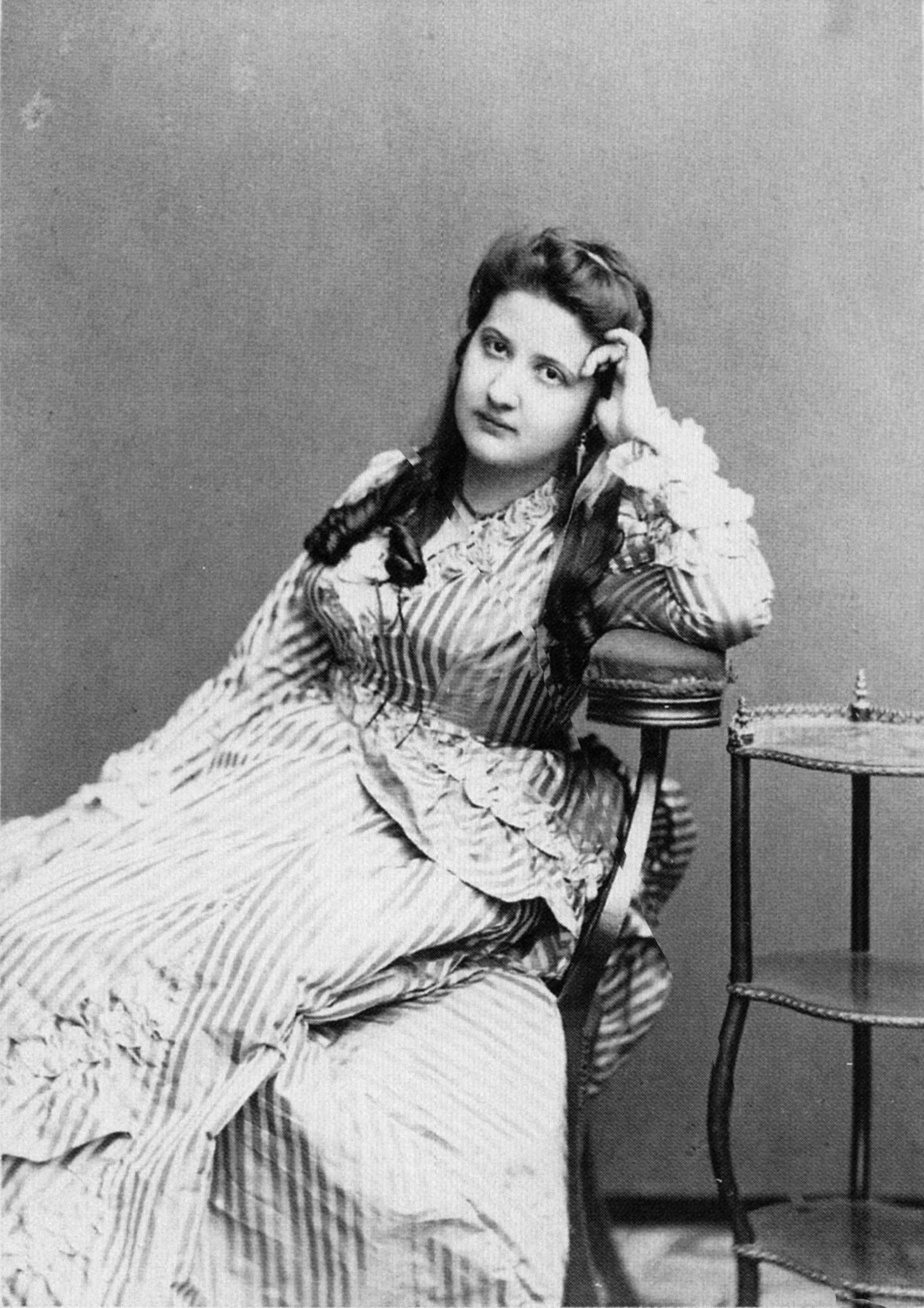
Anna von Lieben, ca. 1865

Anna von Lieben (geborene Todesco; * 26. September 1847 in Wien, Kaisertum Österreich; † 31. Oktober 1900 ebenda) wurde als Sigmund Freuds Patientin Cäcilie M. bekannt.

## Jugend
Sie war eine Tochter von Eduard Todesco, eines reichen jüdischstämmigen Unternehmers, und seiner in Brünn geborenen Ehefrau Sophie Gomperz und erlebte schon früh die Schicksale der goldenen Käfige von Verwandten. 1866 floh sie im Alter von 18 Jahren zu ihrer Schwester Franziska (genannt Fanny) nach London, die dort am 28. April 1866 die erste Ehefrau des ebenfalls sehr reichen Heinrich von Worms (auch Henry de Worms) geworden war. Auch diese Ehe wurde später geschieden. In London erholte sich Anna jedoch nicht, sondern wurde dort psychisch sehr krank.

## Ehemann
1868 ging Anna auf Drängen der Eltern nach Wien zurück und heiratete am 3. Dezember 1871 im Wiener Palais Todesco den zwölf Jahre älteren, schwerreichen Leopold Lieben (* 7. Mai 1835; † 20. März 1915), den 1877 geadelten Präsidenten der Wiener Börsenkammer. Das Ehepaar hatte fünf Kinder. Ignatz Lieben war ihr Schwiegervater, Adolf Lieben ihr Schwager.

## Kinder
- Ilse von Lieben (* 13. Februar 1873) heiratete Wilhelm Leembruggen
- Valerie von Lieben (* 7. April 1874) heiratete den Neurophysiologen Johann Paul Karplus (1866–1936). Sie starb mit 63 im Jahre 1938 und hinterließ Sohn Heinrich Karplus (* 26. Oktober 1905).
- Ernst von Lieben (* 19. Mai 1875 in Ober-Döbling bei Wien; † 31. Juli 1970 in Wien). Er heiratete in erster Ehe am 3. April 1919 Maria Tumb (* 3. April 1895; † 1978; Ehe getrennt am 31. Dezember 1921), am 9. Mai 1923 in zweiter Ehe Rosa Ender (* 14. April 1903; Ehe getrennt 11. November 1925), in dritter Ehe am 25. Februar 1926 in Wien Sibylla Blei (* 22. März 1897 in Zürich, Schweiz; † 14. März 1962 in Costa da Caparica, Portugal), Tochter von Franz Blei. - Eine Tochter aus der ersten Ehe: Elinor Grünbaum (* 28. Juni 1921 in Wien), verheiratet mit Johannes Grünbaum (* 13. Februar 1917).[2][3] War als Industrieller und Bankier ein vermögender Mann.[4]
- Robert von Lieben (* 5. September 1878 in Wien; † 20. Februar 1913 ebenda) elektrifizierte als Elfjähriger das Familienpalais Todesco-Lieben in Wien und erfand später die erste Elektronenröhre mit Verstärkerwirkung. Er heiratete die Burgschauspielerin Anny Schindler aus Weikersdorf/Baden in Österreich, die 1948 in London verstarb. Er selbst wurde nur 34 Jahre alt.
- Henriette von Lieben (* 5. Mai 1882; † 1978) heiratete Eduard Motesiczky von Kesselföklö (* 27. September 1866; † 12. Dezember 1909). Henriette flüchtete mit ihrer Tochter Marie-Louise von Motesiczky (1906–1996; einer bekannten Malerin) bereits 1938 nach England, wo sie bis an ihr Lebensende blieben. Sohn Karl Motesiczky von Kesselföklö (1904–1943) blieb in Österreich, betätigte sich im Widerstand und wurde 1943 in Auschwitz ermordet.

## Krankheit

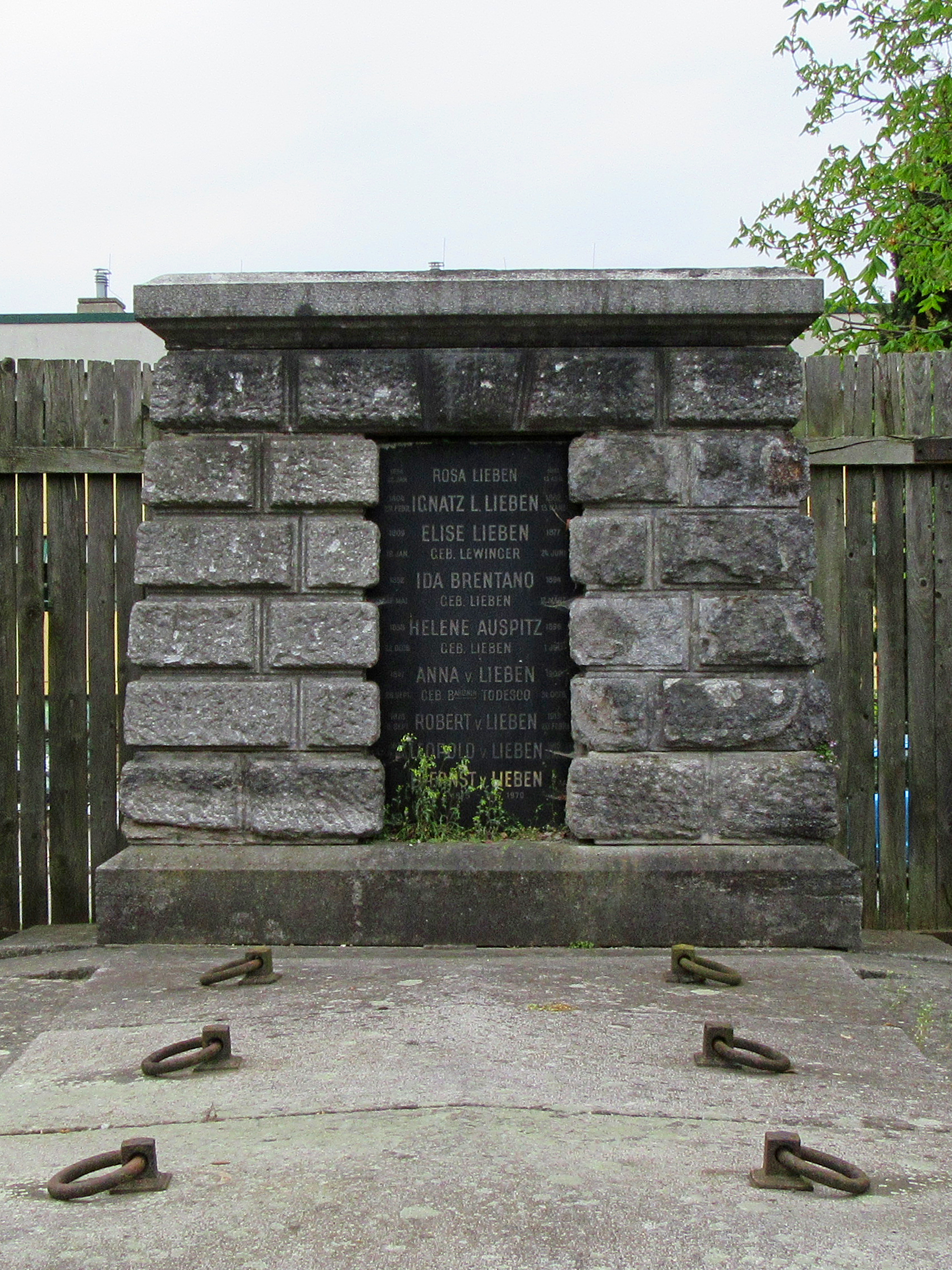
Familiengrab Lieben auf dem Döblinger Friedhof, in dem auch Anna und Leopold von Lieben beigesetzt sind

Das Palais der Familie Todesco wurde von 1861 bis 1865 von ihrem Vater errichtet. Der Bau hat ca. 500 Zimmer und war bzw. ist voller Kunstschätze. Bewohnt wurde es zunächst nur von den Familien Todesco und Lieben. Im Erdgeschoss traf Anna Sigmund Freud zum ersten Mal. Das erste Stockwerk wurde bewohnt von Leopold von Liebens Familie. Anna litt zunehmend unter hysterischen Erscheinungen und war oft ans Bett gefesselt. Nach der Geburt ihrer Kinder wurde sie morphinsüchtig. Hugo von Hofmannsthal, ein häufiger Besucher, beschreibt sie als tierisch, sinnlich, halbverrückt. Sie war hochbegabt, liebte das Schachspiel und war mathematisch interessiert.

## Behandlung durch Sigmund Freud
1887 lernte sie den zehn Jahre jüngeren Sigmund Freud kennen, der sie bis zum Jahre 1895 betreute. Unter dem Namen Cäcilie M. ging sie als eine der ersten Patientinnen Sigmund Freuds in die Medizingeschichte ein. Er bezeichnete sie später als seine Lehrmeisterin. Durch die relativ lange und besonders intensive Zeit ihrer Behandlung (über Jahre fast durchgehendes dreimaliges Treffen in einer Woche) konnte er die Funktion der Psyche intensiv kennenlernen. Sie lebte in ständiger Angst, in eine Anstalt eingewiesen zu werden. Sigmund Freud entwickelte erste Erfahrungen mit der Rede-Kur, mit dem damals neuen Element der freien Assoziation. Zur Befreiung von der Morphiumsucht oder gar Heilung führte seine Behandlung jedoch nicht.

## Lebensende
Als ihre Mutter am 9. Juli 1895 verstarb, hatte sie Anna von Lieben zusammen mit ihren beiden Schwestern als Universalerben eingesetzt, denen sie ihr auf fast 2 Millionen Fl. geschätztes Vermögen hinterließ.
Anna von Lieben starb am 31. Oktober 1900 in Wien. Man würdigte sie als „hochgesinnte, edelmüthige Dame“, die sich „ihres Wohlthätigkeitssinnes und Liebenswürdigkeit halber großer Verehrung und allgemeiner Hochachtung“ erfreute, weshalb ihr „Hinscheiden […] in den weitesten Kreisen tief betrauert“ wurde. Das Leichenbegängnis fand am 2. November 1900 „unter ungewöhnlich großer Theilnahme“ statt. Ihr Sarg war mit über 80 Kränzen geschmückt. Prominente Trauergäste waren u. a. der Präsident des gemeinsamen Obersten Rechnungshofes Ernst von Plener, der Gouverneur der Oesterreichisch-ungarischen Bank Leon Ritter von Biliński sowie Emil Szanto. Oberrabbiner Moritz Güdemann hielt einen „tiefergreifenden Nachruf“. Anna von Lieben wurde anschließend in der Familiengruft auf dem Döblinger Friedhof beigesetzt.

## Werke
- Anna von Lieben: Gedichte. Ihren Freunden zur Erinnerung. Fromme, Wien 1901.